# Clathromangelia strigilata
Clathromangelia strigilata là một loài ốc biển, là động vật thân mềm chân bụng sống ở biển trong họ Clathurellidae, họ ốc cối.
Loài này phân bố ở Địa Trung Hải in Vịnh Gabès, Tunisia.